# Hochschulen in Bayern
Dieser Artikel listet alle bayerischen Hochschulen auf. Dabei erfolgt die Sortierung innerhalb der Abschnitte in alphabetischer Reihenfolge primär nach dem Ort des Hauptsitzes der jeweiligen Hochschule und nachrangig nach dem offiziellen Langnamen der Einrichtung.

## Universitäten
Diese Kategorie umfasst neben klassischen Universitäten auch sonstige nicht-künstlerische Hochschulen mit eigenständigem Promotionsrecht:
- Universität Augsburg, Augsburg, staatlich
- Otto-Friedrich-Universität Bamberg, Bamberg, staatlich
- Universität Bayreuth, Bayreuth, staatlich
- Katholische Universität Eichstätt-Ingolstadt, Eichstätt (Hauptsitz) und Ingolstadt, kirchlich
- Friedrich-Alexander-Universität Erlangen-Nürnberg, Erlangen (Hauptsitz) und Nürnberg, staatlich
- Standort Memmingen der Universität für Weiterbildung Krems, Memmingen, staatlich (Träger: Republik Österreich und Land Niederösterreich)
- Hochschule für Philosophie München, München, kirchlich
- Ludwig-Maximilians-Universität München, München, staatlich
- Technische Universität München, München (Hauptsitz), Garching und Freising sowie einige weitere kleine Standorte, staatlich
- Ukrainische Freie Universität München, München, privat
- Universität der Bundeswehr München, Neubiberg, staatlich
- Augustana-Hochschule Neuendettelsau, Neuendettelsau, kirchlich
- Technische Universität Nürnberg, Nürnberg, staatlich
- Universität Passau, Passau, staatlich
- Universität Regensburg, Regensburg, staatlich
- Julius-Maximilians-Universität Würzburg, Würzburg, staatlich

## Kunsthochschulen
- Leopold-Mozart-Zentrum, Augsburg, gehört zur Universität Augsburg – ehemals Teil der Hochschule für Musik Augsburg Nürnberg
- Hochschule für evangelische Kirchenmusik Bayreuth, Bayreuth, kirchlich
- Akademie der Bildenden Künste München, München, staatlich
- Bayerische Theaterakademie August Everding, München, staatlich
- Hochschule für Fernsehen und Film München, München, staatlich
- Hochschule für Musik und Theater München, München, staatlich
- Akademie der Bildenden Künste Nürnberg, Nürnberg, staatlich
- Hochschule für Musik Nürnberg, Nürnberg, staatlich
- Hochschule für Katholische Kirchenmusik und Musikpädagogik Regensburg, Regensburg, kirchlich
- Hochschule für Musik Würzburg, Würzburg, staatlich

## Fachhochschulen
Diese Kategorie umfasst Hochschulen für angewandte Wissenschaften und Technische Hochschulen:
- Ostbayerische Technische Hochschule Amberg-Weiden, Amberg und Weiden in der Oberpfalz, staatlich
- Hochschule für angewandte Wissenschaften Ansbach, Ansbach, staatlich
- Technische Hochschule Aschaffenburg, Aschaffenburg, staatlich
- Technische Hochschule Augsburg, Augsburg, staatlich
- Standort Bamberg der Fachhochschule des Mittelstands, Bielefeld (Sitz), privat
- Hochschule für angewandte Wissenschaften Coburg, Coburg, staatlich
- Technische Hochschule Deggendorf, Deggendorf, staatlich
- Hochschule für angewandtes Management (HAM), Berlin, Ismaning (Hauptsitz), Hamburg, Neumarkt in der Oberpfalz, Treuchtlingen und Unna, privat
- SRH Wilhelm Löhe Hochschule, Fürth, privat
- Hochschule für Angewandte Wissenschaften Hof, Hof (Saale), staatlich
- Technische Hochschule Ingolstadt, Ingolstadt, staatlich
- Hochschule für angewandte Wissenschaften Kempten, Kempten (Allgäu), staatlich
- Hochschule für angewandte Wissenschaften Landshut, Landshut, staatlich
- Standorte Augsburg, München und Nürnberg der FOM – Hochschule für Oekonomie und Management, Essen (Hauptsitz), privat
- Hochschule für den öffentlichen Dienst in Bayern, Fürstenfeldbruck, Herrsching am Ammersee, Hof (Saale), Kaufbeuren, München (Hauptsitz), Starnberg, Sulzbach-Rosenberg und Wasserburg am Inn, staatlich
- Hochschule der Bayerischen Wirtschaft, Bamberg, München (Hauptsitz), Traunstein, privat
- Standort München der Hochschule Fresenius, Idstein (Sitz), privat
- Hochschule für Angewandte Sprachen München, München, privat
- Hochschule für angewandte Wissenschaften München, München, staatlich
- Hochschule Macromedia, München, privat
- Standort München der International School of Management, Dortmund (Sitz), privat
- Katholische Stiftungshochschule München, München, kirchlich
- Mediadesign Hochschule, München, privat
- Munich Business School, München, privat
- Hochschule für angewandte Wissenschaften Neu-Ulm, Neu-Ulm, staatlich
- Evangelische Hochschule Nürnberg, Nürnberg, kirchlich
- Technische Hochschule Nürnberg Georg Simon Ohm, Nürnberg, staatlich
- Ostbayerische Technische Hochschule Regensburg, Regensburg, staatlich
- Technische Hochschule Rosenheim, Rosenheim, staatlich
- Hochschule für angewandte Wissenschaften Weihenstephan-Triesdorf, Freising und Triesdorf, staatlich
- Technische Hochschule Würzburg-Schweinfurt, Würzburg (Hauptsitz) und Schweinfurt, staatlich